# Prêmio Mente e Cérebro
O Prêmio Mente & Cérebro (M&BP) foi criada em 2003 pelo Centro de Ciência Cognitiva da Universidade e Politécnico de Turim para reconhecer as realizações que se destacaram no avanço dos nossos conhecimentos sobre a mente e o cérebro no campo da Ciência cognitiva.
O Prêmio Mente & Cérebro é concedido anualmente a cientistas pioneiros cuja  pesquisa inovadora tenha levado a um avançado significativo a compreensão do funcionamento da mente e o cérebro humano.
O comitê é constituído pelos vencedores das edições anteriores do Prêmio Mente e Cérebro, o director e dois membros do Centro de Ciência Cognitiva da Universidade de Turim.
O processo de candidatura está aberto a todos os que queiram apresentar candidatos, mas auto-nomeações e indicações de cientistas que tenham trabalhado no Centro de Ciência Cognitiva de Turim não são aceitas. Propostas de nomeação deve ser acompanhada de curriculum vitae do candidato, incluindo uma lista de publicações selecionadas 
Nas edições passadas, o Prêmio foi atribuído a:
| Ano  | Nome                                        | Afiliação                                                       |
| ---- | ------------------------------------------- | --------------------------------------------------------------- |
| 2003 | Giacomo Rizzolatti e Domenico Parisi        |                                                                 |
| 2004 | Philip Johnson-Laird e Carlo Umiltà         |                                                                 |
| 2005 | Jerry Fodor e James McClelland              |                                                                 |
| 2006 | John Searle e Giovanni Liotti               | Universidade de Berkeley e                                      |
| 2007 | Michael Tomasello e Cristiano Castelfranchi | Instituto Max Planck e                                          |
| 2008 | John Kabat-Zinn e Giorgio Rezzonico         |                                                                 |
| 2009 | Dan Sperber e Jacques Mehler                |                                                                 |
| 2010 | Uta Frith e Natalie Sebanz*                 | Fundação de Pesquisa Aarhus Universidade e universidade Radboud |
| 2011 | Daniel Dennett e Henrike Moll*              | Universidade Tufts e Instituto Max Planck                       |
| 2013 | Tim Shallice                                | University College London                                       |
| 2014 | Stanislas Dehaene                           | Collège de France                                               |
| 2015 | Nicholas Humphrey e Frédérique de Vignemont | Darwin College, Cambridge e Institut Jean-Nicod, Paris.         |